# Романова Алеся Олександрівна
Алеся Олександрівна Романова (нар. 24 березня 1990) — українська акторка, фотомодель. Відома виконанням головної ролі у фільмі «Віддана», а також за телесеріалом «Школа».

## Біографія
Навчалася у Київському національному університеті технологій та дизайну. У 2013 році закінчила Київський національний університет культури і мистецтв, факультет індустрії моди. Випускниця акторського курсу першої української кіношколи Ukrainian Film School.

## Фільмографія

### Кіно
| Рік  | Назва   | Роль         |
| ---- | ------- | ------------ |
| 2020 | Віддана | Адель Сколик |

### Телебачення
| Рік  | Назва                        | Роль          |
| ---- | ---------------------------- | ------------- |
| 2017 | Одружити не можна помилувати | Ірен          |
| 2018 | Школа                        | Мері          |
| 2018 | Голос з минулого             | Катя          |
| 2018 | Обман                        | фотомодель    |
| 2018 | Інша                         | епізод        |
| 2019 | Ангели                       | Юлія Карпенко |
| 2020 | Доктор Віра                  |               |
| 2020 | Дільничний з ДВРЗ            | Віра          |